# Ville-Savoye
Ville-Savoye är en kommun i departementet Aisne i regionen Hauts-de-France i norra Frankrike. Kommunen ligger  i kantonen Braine som ligger i arrondissementet Soissons. År 2022 hade Ville-Savoye 83 invånare.

## Befolkningsutveckling
Antalet invånare i kommunen Ville-Savoye
Referens: INSEE